# تيودور لونجو
تيودور لونجو هو لاعب كرة قدم مولدوفي، ولد في 12 يونيو 1995 في Ialoveni ‏ في مولدوفا.

## وصلات خارجية
- تيودور لونجو على موقع قاعدة بيانات كرة القدم.إي يو (الإنجليزية)
- تيودور لونجو على موقع Soccerbase.com (لاعب) (الإنجليزية)
- تيودور لونجو على موقع Soccerway.com (الإنجليزية)
- تيودور لونجو على موقع عالم كرة القدم.نت (الإنجليزية)
- تيودور لونجو على موقع GSA (الإنجليزية)